# Палацо Куерини Стампалия
Палацо Куерини Стампалия (на италиански: Palazzo Querini Stampalia) е дворец в квартала Кастело във Венеция, Италия.
Дворецът е построен през първото десетилетие на XVI век и за първи път е споменат през 1514 г., а малко по-късно в дневника си Марин Санудо отбелязва, че на 3 януари 1525 г. там се провело пищно сватбено тържество по повод женитбата на девойка от фамилия Куерини с Франческо Мочениго, представител на друг знатен венециански род.
През следващите столетия дворецът е ремонтиран неколкократно, но без единен цялостен проект, а само с частични интервенции. Около 1700 г. например е построен мост, който свързва двореца с църквата Санта Мария Формоза. Между 1789 и 1797 г. по повод брака на Алвизе Куерини с Мария Тереза Липомано сградата е надстроена с един етаж.
През XIX век последната издънка на рода граф Джовани Куерини Стампалия се оттегля на първия етаж на сградата, а впоследствие прави завещание след смъртта му (1869 г.) цялото му имущество да бъде дарено на град Венеция. По този начин дворецът заедно с цялото му обзавеждане, картини и богатата библиотека стават седалище на създадената от него през 1869 г. фондация „Куерини Стампалия“. Според завещанието библиотеката с нейните над 42 000 книги, 1 400 ръкописа, 3 000 гравюри и други ценни предмети се превръща в място за обучение, отворена е публично, работи денонощно и бива посещавана от хиляди студенти.
От 60-те години на XX век дворецът е реставриран от четирима италиански архитекти като всичко в сградата е запазено в автентичен вид, а направените промени са минималистични, но въпреки това успяват по прекрасен начин да осъвременят интериора.

## Галерия
- Палацо Куерини Стампалия
- Вътрешният двор
- Част от външната фасада заедно с моста